# 新潟県道406号新関停車場線

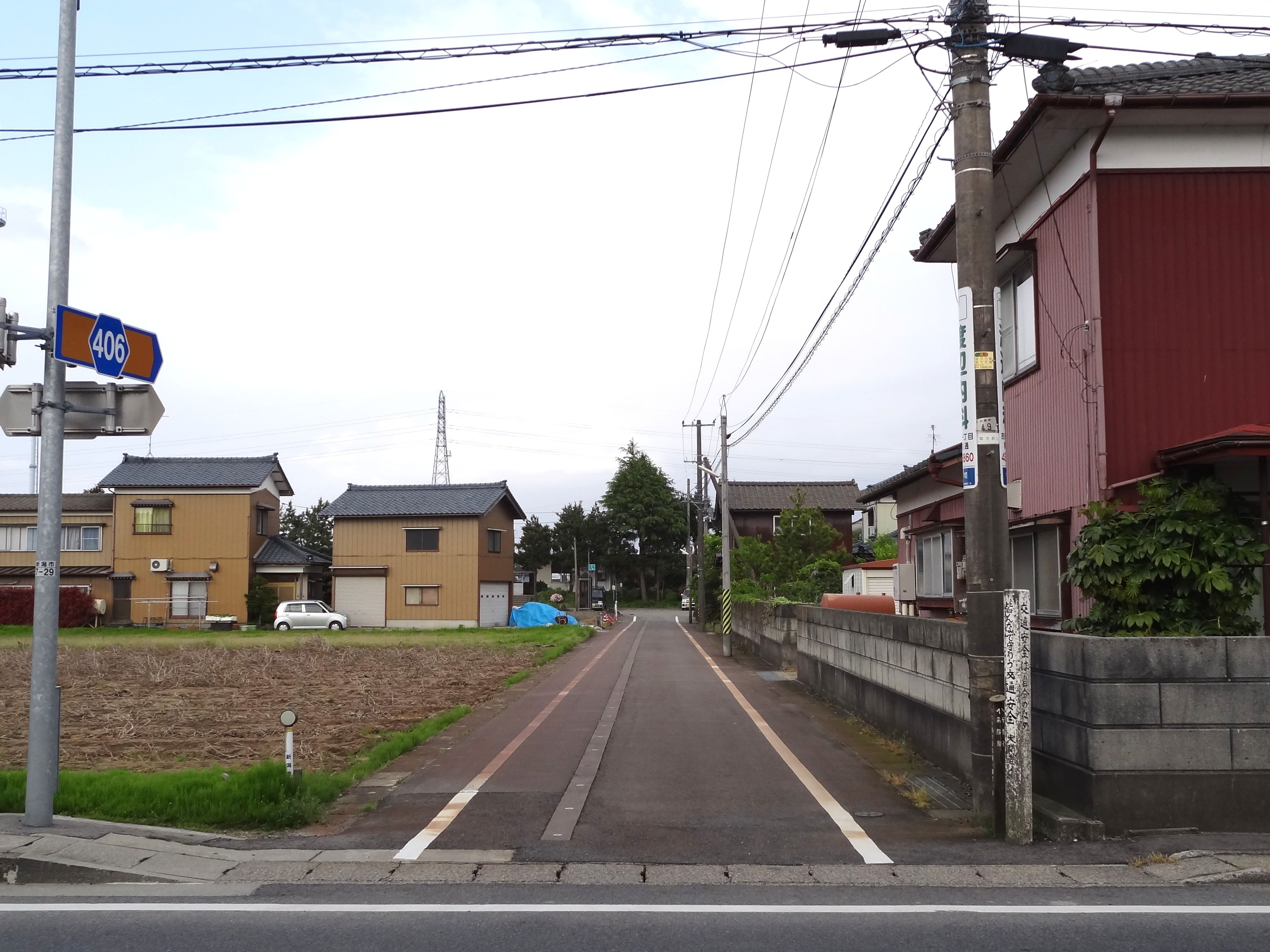
新潟県道406号全景

新潟県道406号新関停車場線（にいがたけんどう406ごう しんせきていしゃじょうせん）は、新潟県新潟市秋葉区内の一般県道である。

## 概要
JR磐越西線・新関駅西口の駅前通り。道幅が狭隘な単車線の道路。

### 路線データ
- 起点：新潟市秋葉区大関字西高野（新関駅西口）
- 終点：新潟市秋葉区大関（新関駅入口）
- 路線延長：約250m[要出典]

## 路線状況

### 通称
- 新関駅前通り

## 地理

### 通過する自治体
- 新潟県
  - 新潟市（秋葉区）

### 交差する道路
- 新潟県道7号新津村松線（新関駅入口）